# EFAF Cup
EFAF Cup er en international konkurrence for europæiske amerikansk fodbold-hold. EFAF Cup er den næsthøjest rangerende konkurrence inden for amerikansk fodbold i Europa efter European Football League (EFL) og kan sammenlignes med UEFA Europa League i fodboldens verden. Cuppen arrangeres af European Federation of American Football.

## Konkurrenceformat
Kvalificerede hold inddeles i grupper af tre. Disse spiller en gang mod hinanden i hhv. en hjemme- og en udekamp. Vinderne af grupperne går direkte videre til semifinalerne (i fald der kun er kvalificerede hold nok til fire grupper) eller via kvartfinaler.

## Spillere
Deltagende hold skal indlevere en liste til EFAF over højest 60 spillere senest den 31. marts, der kan deltage i kampene. Til de enkelte kampe skal de fremlægge en liste på 45 af de 60 spillere, der kan deltage på dagen. Heraf må højest 3 være såkaldt "amerikanske", hvilket i EFAF-regler betyder amerikansk, canadisk, mexikansk eller japans statsborgerskab. Der er dog ingen restriktioner for, hvor mange af de 3 der kan være på banen af gangen.

## EFAF Cup-finaler
| År   | Dato     | Vinder                      | Resultat | Andenplads                  | MVP                                                 |
| ---- | -------- | --------------------------- | -------- | --------------------------- | --------------------------------------------------- |
| 2002 |          | Graz Giants                 | 51-12    | Badalona Dracs              |                                                     |
| 2003 |          | Carlstad Crusaders          | 28-7     | Papa Joe's Tyrolean Raiders |                                                     |
| 2004 |          | Papa Joe's Tyrolean Raiders | 45-0     | Farnham Knights             |                                                     |
| 2005 |          | Marburg Mercenaries         | 49-14    | Elancourt Templiers         |                                                     |
| 2006 | 11. juli | Turek Graz Giants           | 37-20    | Eidsvoll 1814s              | Darvin Lewis (Turek Graz Giants)                    |
| 2007 |          | Turek Graz Giants           | 28-26    | Cineplexx Blue Devils       |                                                     |
| 2008 | 12. juli | Berlin Adler                | 29-0     | Parma Panthers              | Oliver Flemming (Berlin) og Alberto Lanzoni (Parma) |
| 2009 | 4. juli  | Prague Panthers             | 35-12    | Thonon Black Panthers       | Stanislav Jantos (Prague)                           |
| 2010 | 17. juli | Calanda Broncos             | 17-3     | Carlstad Crusaders          | Tissi Robinson (Calanda)                            |
| 2011 | 2. juli  | London Blitz                | 29-7     | Kragujevac Wild Boars       |                                                     |
| 2012 | 14. juli | Søllerød Gold Diggers       | 31-21    | Triangle Razorbacks         | Alexander Cimadon (Søllerød Gold Diggers)           |

## Vindere

### Efter hold
| #Cups | Hold                        | År               |
| ----- | --------------------------- | ---------------- |
| 3     | Graz Giants                 | 2002, 2006, 2007 |
| 1     | Søllerød Gold Diggers       | 2012             |
| 1     | London Blitz                | 2011             |
| 1     | Calanda Broncos             | 2010             |
| 1     | Prague Panthers             | 2009             |
| 1     | Berlin Adler                | 2008             |
| 1     | Marburg Mercenaries         | 2005             |
| 1     | Papa Joe's Tyrolean Raiders | 2004             |
| 1     | Carlstad Crusaders          | 2003             |

### Efter land
| #Cups | Land           | År                     |
| ----- | -------------- | ---------------------- |
| 4     | Østrig         | 2002, 2004, 2006, 2007 |
| 2     | Tyskland       | 2005, 2008             |
| 1     | Danmark        | 2012                   |
| 1     | Storbritannien | 2011                   |
| 1     | Schweiz        | 2010                   |
| 1     | Tjekkiet       | 2009                   |
| 1     | Sverige        | 2003                   |